# 清川あさみ
清川あさみ（きよかわ あさみ、1979年9月15日 - ）は、日本のアーティスト、アートディレクター、美術家。大阪芸術大学 客員教授。

## 来歴・人物
兵庫県立洲本高等学校、文化服装学院卒業。上京直後にスカウトされた事をきっかけに、1998年には「Zipper」などでカリスマ読者モデルとして活躍し、”ファッションと自己表現の可能性”をテーマに創作活動を行う。
偶然「糸」が写真の上に重ねて置かれたのを見たことから着想し、モデルとなる人物を撮影して、その写真に直接刺繍するという独自の手法をはじめる。「糸」と写真のほかに、雑誌や本、布やキャンバスなど、ミクストメディアによる多様なビジュアル表現を展開する。
2001年、アーティストとして初個展を開催。雑誌やSNSなど、人々が日々関わる情報メディアやシステムが拡張する社会で、個人のアイデンティティを形成する”内面”と”外面”の関係やそこに生じる心理的な矛盾やギャップなどを主題とする。
2003年には写真に刺繍を施す作品で注目され、東京都庭園美術館、水戸芸術館（全館規模での個展開催作家としては最年少）などで個展を開催。
代表作品に2007年より発表し続けている、社会で活躍する女性を撮影しその人物の本質的な部分を動植物に見立ててアート作品にしたシリーズ「美女採集」があり、約200名程の女優、アーティスト、セレブリティをアート作品にしている。
2012年に表参道ヒルズで開催された「清川あさみ｜美女採集」展では、10日間で5万人と当時の同会場における最多動員数を記録。
2019年に上海で個展「Incarnation」を開催。
2020年にヴァーチャルモデルとして世界中から注目を集めるimma（イマ）とコラボレーションし、個展「imma」を開催。「神話シリーズ」（2019年〜）の新作として、猿神、人間とAIのロマンス、クローンの日常、都市とアイデンティティなどをテーマに架空の過去・現在・未来のシチュエーションを設定し、「imma」が描く新しい神話を表現するなど、常に新しいテーマに挑戦を続ける。
2023年より放送がスタートしたNHKドラマ10「大奥」のキービジュアルやタイトルバックでは、ドラマの世界観を強く視聴者に印象付けた。
2023年7月には「虎ノ門ヒルズ駅」にて縦約2.7m、横約6.0m、ガラスを全243種類の計3,351ピース使用した大型パブリックアート「Our New World (Toranomon)」が設置・公開される。
また、書籍や絵本/プロデュース写真集も多数出版しており、ビーズや布、糸で織りなした美しい絵が話題を呼びベストセラーとなった絵本「銀河 鉄道の夜」（宮沢賢治・作）や、 2年に1度の児童書世界大会コングレスで日本代表作品として選出された絵本「かみさまはいる いない?」などを世に放つ。女性を美しく多面的に見せる事に定評があり、女優・吉岡里帆の写真集「里帆採取 by ASAMI KIYOKAWA」ではamazonにて総合1位を獲得。
アート創作活動のほか、数々の有名企業の広告のアートディレクターとして広告のビジュアルやグラフィックデザインに携わると共に、空間デザインやCM映像のディレクター、審査員などを務める。
2020年3月、故郷・兵庫県淡路島の『南あわじ市地域魅力プロデューサー』に就任（優れた外部人材を活用して南あわじ市が有する地域資源の魅力を向上させることにより、交流人口の拡大及び地域の活性化を図るため設置された）。
清川と詩人・最果タヒが百人一首をテーマにタッグを組み、日本古典文学の最高峰に挑み話題となった書籍『千年後の百人一首』（2017年発行/Amazonランキング古典部門1位）をキッカケに、「淡路人形浄瑠璃再生プロジェクト」を自ら手掛け、伝統芸能のプロデュースをスタート。淡路島の国指定重要無形⺠族文化財である淡路人形浄瑠璃を清川がプロデュース、演出、舞台美術の全てを手がける。 
「淡路人形浄瑠璃再生プロジェクト」の脚本には古典芸能に詳しいいとうせいこうを招き、清川がプロデュースした新演目「戎舞+（プラス）」 「淡路人形座 ええとこどり 或る夜の段」の2演目では、集客数前年同時期比288%の成功を収め500年の歴史に新風をふき込んだ。 
2022年4月より、大阪芸術大学の客員教授に就任。 
2023年には清川をはじめとして作家いとうせいこう氏など、日本古来のエンタテイメントの魅力を様々な分野のプロフェッショナルと再発見するプロジェクト「新古典楽し座」を発足。清川が総合監修を手がけた「新古典楽し座」による一夜限りの全く新しいアートパフォーマンス『NOBADY』をロームシアター京都にて発表した。  
私生活では2016年に彫刻家の名和晃平との結婚を発表し、6月30日にNHK連続テレビ小説『べっぴんさん』のポスターとオープニング映像のクリエイティブディレクターを担当し、制作発表記者会見の際に、同年秋頃に第1子出産予定であることを公表。2019年2月11日に第2子を出産。仕事と育児を両立しながら創作を続け、仕事観やライフスタイルのインタビューも様々な媒体で多数掲載されている。

## 審査員
- 文化服装学院「高校生ファッションデザインアワード」審査員（2007年）
- 「VOGUE JAPAN Women of the year 2012」受賞/トロフィー製作（2019年）
- 日本経済新聞社 第62回「日経広告賞」審査員（2013年）
- TOKYO DESIGN WEEK 2014、2015「ASIA AWARDS」審査員
- 内閣 「明治150年」関連施策推進ロゴマーク審査員（2018年）
- LEXUS 若き“匠”をサポートする「LEXUS NEW TAKUMI PROJECT」審査員（2018年）

## 個展
- 2001年 「SAUCE」（ギャラリートラックス/山梨）
- 2001年 「evidence」（edit.for LuLu/東京）
- 2002年 「futo」（gallery ROCKET/東京）、「couturet」（BEAMS T/東京）
- 2003年 「futo」（Book cellar amus/大阪）
- 2005年 「COLOR ROOMS」(HEP HALL/大阪)
- 2006年 「幸せな王子」(LOGOS GALLERY+リトルモアギャラリー/東京)
- 2007年 「人魚姫」（LOGOS GALLERY/東京）、「清川あさみの美女採集展」（パルコファクトリー/東京）
- 2008年 「HAZY DREAM」（アルティアム/福岡）、「清川あさみ Catch The Moment」（HEP HALL/大阪）
- 2011年 「清川あさみ｜美女採集」（水戸芸術館現代美術ギャラリー/茨城）
- 2012年 「清川あさみ｜美女採集」（表参道ヒルズ スペース オー/東京）、（みやざきアートセンター/宮崎）
- 2013年 「清川あさみ『こども部屋のアリス』原画展」（POLAミュージアム アネックス/東京）、「もうひとつの場所」（ノエビア銀座ギャラリー/東京）、「清川あさみ｜美女採集」（ジェイアール名古屋タカシマヤ/愛知）、（JRタワー プラニスホール/北海道）、（大丸ミュージアム＜梅田＞/大阪）、「男糸 danshi」（渋谷パルコミュージアム/東京）、（阪急うめだ本店 阪急うめだギャラリー/大阪）、（名古屋パルコギャラリー/愛知）
- 2014年 「男糸-danshi-」（パルコギャラリー/名古屋）、「TOKYOモンスター」（渋谷パルコミュージアム/東京）
- 2015年 「清川あさみ-美採集-」（金津創作の森/福井）
- 2016年 「ITOTOITO」(EYE OF GYRE/表参道)
- 2017年 「清川あさみ展 ASAMI KIYOKAWA Exhibition」(美術館「えき」KYOTO/京都)
- 2018年　清川あさみ個展「ADASTRIA 美女採集」by ASAMI KIYOKAWA（表参道ヒルズ　スペースオー/東京)、「千年後の百人一首原画展ー糸で紡ぐ、歌人のこころ」(両足院 建仁寺山内/京都、グランマーブル祇園 カフェ＆ シャンパーニュ祇園ちから/京都)
- 2019年 「Incarnation」（ARARIO GALLERY SHANGHAI/Shanghai, China)
- 2020年 「imma」（フィリップス東京/東京）
- 2021年 清川あさみ個展「あめつちのうた」（SBRICK/淡路島）
- 2021年「TOKYOMONSTER,reloaded」(銀座蔦屋書店GINZAATRIUM/東京）
- 2023年 清川あさみ個展「Mirror World」（MAKI Gallery/東京）
- 2023年 清川あさみ個展「I'm nobody. 何者でもない」（MtK Contemporary Art/京都）

## 企画展・グループ展
- 2003年 「girls made」（gallery ROCKET/東京）
- 2004年 「Harajuku Collabo Apartment」（ラフォーレミュージアム原宿/東京）、「take art collection 2004」（spiral/東京）
- 2005年 「take art collection 2005」（spiral/東京）
- 2006年 「biishiki_A New Japanese Aesthetic」（Esso Gallery/ニューヨーク）
- 2008年 「SoulSwitch in Marunouch」（丸の内ビル内マルキューブ/東京）、「ETRO CIRCUS」（代々木/東京）
- 2009年 「手で創る 森英恵と若いアーティストたち」（水戸芸術館現代美術ギャラリー/茨城）、「Stitch by Stitch 針と糸で描くわたし」（東京都庭園美術館/東京）
- 2014年 「世界らん展」（東京ドーム/東京）
- 2016年 「ぐるっと展望！現代アート入門ー高橋コレクションー」(金津創作の森/福井)  「高橋コレクション　マインドフルネス！2016」(高知県立美術館/高知)
- 2017年 「高橋コレクションの宇宙」(熊本市現代美術館/熊本)  、「ココちゃんとダンボールちゃん展」（柏の葉T-SITE/千葉）、「Unseen Photo Fair 2017」（アムステルダム）、福島ビエンナーレ「重陽の芸術祭」（智恵子の生家・高村智恵子記念館/福島）
- 2018年「高橋コレクション/顔と抽象展」(清春芸術村/山梨)、「INAUGURAL EXHIBITION_Remembering, or Forgetting」(ARARIO RYSE HOTEL/ソウル)、「ART021 Shanghai Contemporary Art Fair 2018」(Shanghai Exhibition Center/上海)、「SHARJAPAN：The Poetics of Space」(Al Hamriyah Studios/Sharjah, UAE)
- 2019年 「PHOTO  FAIRS SHANGHAI」(Shanghai Exhibition Center/上海)
- 2020年 「Landscape and Books- Pearl Art Museum’s 2nd Anniversary Celebration. Exhibition」（Pearl Art Museum/上海）、「Taipei Dangdai 2020」（Taipei Nangang Exhibition Center, Hall 1 (4th Floor)/台北）
- 2020年 「IN THE NAME OF FLOWER」（Pearl Art Museum／上海）
- 2020年 「『神宮の杜芸術祝祭』紫幹翠葉（しかんすいよう）−百年の杜のアート」（明治神宮ミュージアム／東京）
- 2022年 「N/World」（MtK Contemporary Art／京都）

## 書籍

### 作品集
- 「futo Kiyokawa Asami×Takimoto Mikiya×Morimoto Chie」 （2002年、マドラ出版）
- 「美女採集 Asami Kiyokawa catch the girl」 （2007年、INFASパブリケーションズ）
- 「caico」 （2008年、求龍堂） ※撮影:荒木経惟
- 「com-po-ji」（2010年、祥伝社） 武田双雲氏とのコラボレーション企画
- 「AKB48×美女採集」（2010年、講談社）
- 「ASAMI KIYOKAWA ― 5 Stitch Stories」（2010年、ピエ・ブックス）
- 「COLLECTING」 （2012年、求龍堂）
- 「美女採集」（2012年、講談社）
- 「男糸 DANSHI」（2013年、講談社）
- 「ひみつ」（2014年、パイインターナショナル）
- 「TOKYOモンスター」（2014年、日販アイ・ピー・エス）
- 「Ⅰ：Ⅰ」(2016年、＋81 Publishers）
- 「千年後の百人一首」(2017年、リトルモア)
- 「清川あさみ　採集」(2018年、パイインターナショナル)
- 「清川あさみ　千年後の百人一首かるた」(2018年、リトルモア)

### 絵本
- 「幸せな王子」 （2006年、リトルモア）
- 「人魚姫」 （2007年、リトルモア）
- 「銀河鉄道の夜」 （2009年、リトルモア）
- 「もうひとつの場所」 （2011年、リトルモア）
- 「かみさまはいる　いない？」 （2012年、クレヨンハウス）
- 「グスコーブドリの伝記」 （2012年、リトルモア）
- 「こども部屋のアリス」（2013年、リトルモア）
- 「ココちゃんとダンボールちゃん」（2013年、リトルモア）
- 「狼王ロボ」（2015年、リトルモア）
- 「ちかづいて はなれて わお！」（2020年、パイインターナショナル）
- 「あっちむいてこっちむいでだ〜れだわお！」（2021年、パイインターナショナル）

### 写真集
- 「PRISM」（2010年、幻冬舎、佐々木希写真集）
- 「ノゾキミ」（2010年、幻冬舎、モデル：佐々木希） 撮影：清川あさみ
- 「里帆採取 by Asami Kiyokawa」（2020年、集英社、モデル：吉岡里帆）プロデューサー：清川あさみ
- 「本心」（2022年、集英社、比嘉愛未写真集）プロデューサー：清川あさみ

## 空間
- 2005年 屋外イベント「六本木ヒルズ春祭り」（六本木/インスタレーション）
- 2005年 Cartier（ショーウィンドウ）
- 2006年 美容室「LUXE」（表参道/アート制作）
- 2006年 フィットネスクラブ「ILLOIHA」（恵比寿/アート制作）
- 2009年 ETRO（銀座/ショーウインドウ）
- 2013年 PARCOトイレ（池袋、札幌/空間デザイン）
- 2013年 東レ「ウルトラスエード®」茶室（監修）
- 2014年 moooi（大阪/店舗デザイン）
- 2014年 La Couture TOYO KITCHEN STYLE（南青山/店舗デザイン）
- 2014年 SEIKO「Cosmic Shine ～小宇宙に輝く鼓動～」（新宿/期間限定ステージ空間デザイン）
- 2016年 横浜スカイビル 20th Anniversary（空間デザイン）
- 2021年 淡路夢泉景スイートルームアートプロデュース（淡路島/ホテルプロデュース）
- 2021年 GINZA SIX Xmas Art（銀座/クリスマス）

## 作品

### テレビドラマ
- 「恋なんて贅沢が私に落ちてくるのだろうか?」（2012年、フジテレビ） -  ポスタービジュアルデザイン
- 「高校入試」（2012年、フジテレビ） -  ポスタービジュアルデザイン
- 「ガラスの家」（2013年、NHK） -  ポスタービジュアルデザイン
- 「アルジャーノンに花束を」（2015年、TBS） - ポスタービジュアルデザイン
- 「べっぴんさん」（2016年 - 2017年、NHK） - ポスターデザイン、オープニングデザイン[7][8]
- 「貴族探偵」(2017年、フジテレビ）- ポスタービジュアルデザイン
- 「大奥」（2023年、NHK）- キービジュアル、タイトルバック
- 「大奥 Season2」（2023年、NHK）- キービジュアル

### 映画
- つやのよる ある愛に関わった、女たちの物語（2012年） -  キービジュアルデザイン
- 星の子（2020年）-  キービジュアル

### 広告・CM
- 名古屋パルコ「パルコレ」（2005年 CM・広告）
- スズキ自動車「ラパン」（2006年 CM）
- 複合施設「cocoti」（2006年 シンボルマーク・広告）
- キリンビバレッジ「アルカリイオン水」（2007年 CM.広告)
- PARCO「PARCO SWIM DRESS 2009」(2009年 広告）
- PARCO「PARCO SWIM DRESS 2010」(2010年 広告）
- 花王「アタック」（2012年 25周年キャンペーン限定パッケージデザイン）
- NHK Eテレ「おかあさんといっしょ『ゆめいろワルツ』」（2012年 アニメーション原画）
- KOSE「コスメデコルテ ラクチュール」（2012年 オリジナルパクトデザイン、広告ビジュアルデザイン）
- サンリオクリスマスキャンペーン「Sweet Christmas」（2012年 広告）
- ディズニー映画「アナと雪の女王」（2013年 コラボレーション作品)
- PARCOクリスマスキャンペーンクリエイティブディレクション「LOVE MAX！XMAS！」（2013年　CM・広告）
- NESPRESSOコラボレーション（2013年 アート制作）
- PARCOクリスマスキャンペーンクリエイティブディレクション「I AM SANTA,YOU ARE SANTA.」（2014年 CM・広告）
- スターバックス「オリジナルスターバックスカード “バタフライ”」（2014年 カードビジュアル）
- ユニリーバ「LUX ボディソープ」（2014年-2015年 限定パッケージデザイン、ビジュアルデザイン）
- KOSE「コスメデコルテ ラクチュール」（2015年 オリジナルパクトデザイン、広告メインビジュアルデザイン）
- 東京ガールズコレクション 2017AW（2017年 メインビジュアルデザイン）
- 高島屋「Amour du Chocolat!」（2019年 メインビジュアルクリエイティブディレクション、デザイン）
- ユニリーバ「LUX ライブリーシャイン シャンプー・コンディショナー・ボディソープセット」（2019年 限定パッケージデザイン）
- カネボウ「COFFRET D'OR」（2019年 限定パッケージデザイン）
- 酔鯨酒造「酔鯨 Premium 純米大吟醸　DAITO 2019」（2019年 限定ボトル・パッケージデザイン）
- 森永ビスケット 清川あさみ限定デザイン（2020年 限定パッケージデザイン)）

### CD・DVDジャケット・MV
- orange pekoe（2004年 CDジャケット）
- 木村カエラ「リルラリルハ」（2005年 CDジャケット）
- JUJU「奇跡を望むなら」（2006年 CDジャケット）
- コトリンゴ「にちよ待ち」（2007年 CDジャケット）
- m-flo「TRIBUTE ～stitch the future and past～」（2011年　CDジャケット）
- 柴咲コウ「Orb -Ko Shibasaki 10th Anniversary Premium Box-」（2012年）
- 西野カナ アルバム「with LOVE」内収録曲「恋する気持ち」（2014年 MV）
- YOASOBI「もしも命が描けたら」（2021年 MV)

他多数

### 雑誌連載
- 『A* Girl』「清川あさみの 3000年BUSU 」（2001年、学研）
- 『relax』「美女採集」（2006年、マガジンハウス）
- 『和樂』「Bi-dan」（2008年、小学館） ※宝塚歌劇団トップスターと企画連載、DVD化
- 『Zipper』「com-po-ji」（2009年、祥伝社） 武田双雲氏とコラボレーション
- 『すばる』（2009年 - 2013年、集英社） ※表紙
- 『GLAMOROUS』「男糸-danshi-」（2012年 - 2013年、講談社） ※『VOCE』に連載が移動
- 『FRaU』「美女採集neo」（2009年 - 2018年、講談社）
- 『VOCE』「男糸-danshi-」（2013年　- 、講談社）
- 『SPRiNG』「美＋採集」(2018年-、宝島社)

### その他
- アニメ「Paradaise kiss」（2006年 キャラクタースタイリング）
- 文芸誌「すばる」（集英社）（2009～2011年 年間表紙アートワーク）
- 書籍「サファイア」（湊かなえ/角川春樹事務所）（2012年 カバーデザイン）
- 文庫「贖罪」（湊かなえ/双葉社）（2012年 カバーデザイン&イラストレーション）
- ダ・ヴィンチ「空条徐倫×涼蜘蛛」(2012年「JOJO×Japanese Creators」JOJO×清川あさみコラボレーション）
- 週刊少年ジャンプ「ONE PIECE」（2013年 表紙コラボレーション）
- VOGUE JAPAN WOMEN OF THE YEAR 2019 （2019年 トロフィーデザイン）
- 「Kuu Aqua free series」（2022年 パッケージデザイン）

## 出演
- トップランナー（2004年8月1日、NHK教育）
- 誰でもピカソ（2008年5月30日、テレビ東京）
- 王様のブランチ（2009年12月19日、TBS）
- グラン・ジュテ（2010年4月19日、NHK教育）
- NEWS ZERO（2010年11月30日、日本テレビ）
- 課外授業 ようこそ先輩（2011年6月18日、NHK教育）
- 情熱大陸（2012年2月5日、毎日放送）
- ナツメのオミミ（2012年4月21日、テレビ朝日）
- オデッサの階段（2012年11月1日、フジテレビ）
- スタジオパークからこんにちは（2013年9月30日、NHK）
- 日曜美術館（2013年11月17日、NHK Eテレ）
- TOKYO DESIGN WEEK.tv -茂木健一郎の発想の種 IMAGINE-（2013年-2015年 、BS日テレ）MC
- 転ばぬ先の夏木マリ（2014年2月14日、NHKラジオ第1）
- ボクらの時代（2014年9月21日、2018年4月8日、フジテレビ）
- SWITCHインタビュー達人達「清川あさみ×永山祐子」(2017年3月25日、NHK Eテレ）
- ゴロウデラックス(2017年12月14日、TBS）
- ボクらの時代(2018年4月8日、フジテレビ)
- ぐるっと関西おひるまえ（2018年11月13日、NHK大阪)
- せいこうユースケトーク オトナに！（前編：2018年1月10日　中編：1月17日　 後編 1月24日　TOKYO MX）
- 東京交差点（2020年5月5日　テレビ東京）
- なにわ男子と一流姉さん（2020年11月21日　テレビ朝日）
- 日本テレビ「CreatorsSpace」（2021年11月13日日本テレビ）
- BS朝日「自分流～“知”の探求者たち～」（2023年3月25日）

※その他、多数のテレビ番組、ラジオ番組等出演。